# Katsuhiko Kashiwazaki
Katsuhiko Kashiwazaki –en japonés, 柏崎 克彦, Kashiwazaki Katsuhiko– (16 de septiembre de 1951) es un deportista japonés que compitió en judo. Ganó dos medallas en el Campeonato Mundial de Judo en los años 1975 y 1981.

## Palmarés internacional
| Campeonato Mundial | Campeonato Mundial        | Campeonato Mundial | Campeonato Mundial |
| Año                | Lugar                     | Medalla            | Categoría          |
| ------------------ | ------------------------- | ------------------ | ------------------ |
| 1975               | Viena (Austria)           | Medalla de plata   | –63 kg             |
| 1981               | Maastricht (Países Bajos) | Medalla de oro     | –65 kg             |